# 美国轰炸中国驻南联盟大使馆事件
美国轰炸中国驻南联盟大使馆事件，有時簡稱五八事件，指1999年科索沃战争的北约轰炸南斯拉夫期間，当地5月7日深夜北约的美軍B-2轰炸机投擲5枚聯合直接攻擊彈藥（JDAM，屬精确制导武器），其中四枚击中中国驻南斯拉夫大使馆並爆炸，3名中国记者邵云环、许杏虎和朱颖（分別屬新华社和光明日报）死亡，炸伤数十名其他人。美國總統比爾·克林頓致歉並指是誤炸意外。此引發1999年中国反美示威活动，是中國學生運動史上自從1989年六四事件之後最大規模的學生游行。美國向中國傷亡者家屬賠償450萬美元並賠償中國政府2,800萬美元，中國也因為美國駐華使館在反美示威受到毀壞而向美國政府賠償近300萬美元。

## 背景
南斯拉夫内战爆发后，随着时间的推移，科索沃阿爾巴尼亞人于1996年建立了科索沃解放军，1998年初，双方爆发武装冲突。1999年1月，据报道有45名阿尔巴尼亚人在拉查克大屠杀中遇害，北约决定政治干涉。3月23日，《朗布依埃协议》无法达成共识，北约准备以武力部署维和人员。北约的轰炸是继1995年北约轰炸波黑之後，其歷史上第二次主要作战行动。不过这次该行动未经联合国授权，也是北约首次未经联合国安理会批准使用武力，而且對象是並未對北約会员国造成威胁的主权国家。

## 轟炸經過
欧洲中部夏令时间1999年5月7日23时45分（北京时间5月8日05时45分），從美國本土直接起飛的美軍B-2轰炸机在这场未经联合国授权的轰炸中投掷五枚精確制导炸弹（JDAM），击中了位于南斯拉夫塞尔维亚新贝尔格莱德樱花路3号的中国驻南斯拉夫大使馆。其中一枚炸弹在使馆东南角斜穿大楼，并在大使馆一层墙角下爆炸，导致使馆高级外交官宿舍被严重破坏，新华社记者邵云环当场死亡；第二枚炸弹从大使馆中央穿透楼顶，破坏位于三层的大使办公室及其中的卧室、位于二层的会计室以及位于一层的大厅；第三颗炸弹落在使馆的西北角，《光明日报》记者许杏虎和妻子朱颖虽未被炸弹炸到，但所住的西北角客房墙壁向室内倒塌，导致两人死亡。第四颗炸弹钻进地下室，并在俱乐部大厅爆炸，地下室的五个煤气罐以及车库内的战备储备汽油被炸弹引爆。使馆内约30人中，多数在第二次爆炸时已抓紧时间顺利逃生，但20余人受伤，其中6人重伤，大使馆建筑在轰炸中严重损毁。第五枚炸弹落在大使官邸中央并钻到地下，未当场爆炸，直到五年后才由塞尔维亚方面取出销毁。

## 可能的原因

### 誤炸
- 北约和美方解释这是误炸，原因是使用了美国中央情报局及美國國家地圖局的过时地图；而且中国大使馆距离北约轰炸的真正目标南斯拉夫军事总指挥部仅只有180米，距離南斯拉夫聯邦軍需供應採購局（Federal Directorate for Supply and Procurement；FDSP）則約300米，且兩个建筑物的大小形状都十分相似[14][15]。国际特赦组织支持北约的解释，但同时谴责北约没有采取适当措施来保证无辜民众的生命不受伤害[16]。
- 曾於1993-95年在克林顿政府擔任國家東亞情報官（英语：National Intelligence Council）[17]的傅高義說，我很難相信任何人會有意地這樣做，而且決不會是政策。另一方面，我相信美國的軍事機器可能偶爾也會犯下大錯。[18]據英國衛報報導，北約官員和傅高義都不相信是地圖錯誤。[19]他的文章引起美方緊張[20]。

### 蓄意轰炸
- 南斯拉夫與中國合作在該大使馆建設雷达信号接力站和无线电监听站，以便監視北約軍機。英国《观察家报》和丹麦《政治家报》推測是美國中情局（CIA）轰炸了大使馆[21][6]。
- 摧毁中国得到的F-117的残骸：該年4月左右，美国F-117隐形战斗轰炸机被击落后，中国马上向南联盟提出要求，把F-117的部分设备和残骸供中国研究[22]。克羅埃西亞總參謀部參謀長达沃·多马泽特-洛索表示，其情報顯示中方人員在F-117解體地區來回穿梭，從當地農民手中收購飛機残骸。塞族高級軍官也證實部分飛機残骸落入外國武官手中[23][24]。在中国和南联盟达成协议后，南联盟把F-117的导航设备、带有隐型涂料的表皮残骸、发动机喷口耐高温部件在秘密状态下移交给了中国，放在中国驻南斯拉夫大使馆的地下室供中国的军事专家研究[22]。
- 有情報說南联盟总统米洛舍维奇在中国大使馆，北约轰炸大使馆是一次暗殺/“斩首行动”[22]。

## 反應

### 外交譴責
5月8日，中國中央電視台发布聲明，譴責美國為首的北約「野蠻襲擊和嚴重侵犯中國主權」。中國常驻聯合國代表指北約行動嚴重違反聯合國憲章、國際法、國際關係準則和日內瓦公約。
5月9日，时任中共中央政治局常委、国家副主席胡锦涛发表电视讲话谴责北约。

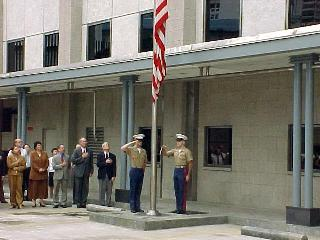
1999年5月12日，美国驻香港總领事馆降半旗致哀

香港立法會在1999年5月12日罕有跨黨派以54-0票通過「譴責北約」動議（註：議員共60人）。

### 中國网络
自1999年起中美两国黑客（中国方称为“红客”）开始大规模攻击对方网站，双方各有百余个网站被插上了对方的国旗。中国的军事媒体这一时期调子极为激进，有的把阿族为主的科索沃独立比为台湾独立。

### 示威游行
中國大学生群情激憤，到美国驻北京、上海、沈阳等地的使馆前舉行1999年中国反美示威活动。在中國學生運動史上，此為1989年六四事件之後中國最大規模的學生游行。游行在后期出现了失控的苗头，包括焚烧美国快餐店、破坏美国使领馆等，一些批评中华人民共和国政府懦弱的言论也开始流传，时任美国驻华大使尚慕杰也在使馆内被困数日，直至1999年5月12日才首次走出大使馆。美國駐香港總領事館遭香港民眾示威。美国在台协会也出现台湾民间组织示威抗议，抗议人士高呼口号，递交了给时任美国总统克林顿的中英文抗议书。抗议活动持续约一个小时左右。中共中央政治局常委、国家副主席胡锦涛于5月9日下午发表电视讲话，谴责北约并呼吁抗议民众克制。

### 美国道歉遭拒绝
一个星期以来，中国共产党总书记江泽民拒绝了比尔·克林顿总统的电话，最终在5月14日星期五接受了一个30分钟的道歉电话，克林顿在电话中对这一事件表示“遗憾”。江泽民选择让美中领导层的沟通渠道闲置，因为他在等待政治局常委会达成共识。政治局收集必要的信息并就中国的应对措施作出决定所花费的时间，促使党的领导层重新审视建立中央国家安全委员会的建议，尽管这在当时最终没有实施。
1999年5月10日，克林顿总统在华盛顿青年暴力会议开幕式上就轰炸公开道歉，称“我想就中国驻南联盟大使馆的悲惨爆炸事件说几句话。我已经向江主席和中国人民表达了我们的歉意和慰问……”。克林顿总统和美国国务院的道歉最初没有被中国国营媒体机构播出。示威活动持续了四天，中国政府才叫停，最终在电视上播放了克林顿总统的道歉，并命令警察约束示威者。
5月13日，白宫召见了中国驻美国大使李肇星，李肇星与克林顿总统见面时，克林顿向他说“衷心向遇难的3位中国公民的家属、父母及亲人表示道歉”并希望李肇星转达，随后在李肇星的建议下写下了道歉信，信中写道“对死难者家属表示深深的哀悼，对全体中国人民表示诚挚的歉意”。

## 谈判賠償
在财产损失谈判，中美双方主要的争执点在于：美国坚持中国也应该就美国驻华使领馆建筑在1999年中国反美示威活动被毀坏作出赔偿。12月16日，中国和美国经过五轮谈判之后，美國向中國傷亡者家屬賠償450萬美元並賠償中國政府2,800萬美元，中國也因為美國駐華使領館在反美示威受到毀壞而向美國政府賠償近300萬美元。

## 后续

### 興起的民族主義情緒
轟炸事件激化了中國民族主義情緒。2001年美國被九一一恐襲，中国網絡中的民粹派和中國民族主義者將九一一恐襲聯想到1999年美軍轟炸中國駐南使館，「网络论坛上，就像是炸开了锅，众说纷纭，其中不乏幸灾乐祸者，认为美国被袭是咎由自取，甚至表达对恐怖分子的支持和同情，并以美国无情轰炸伊拉克和南斯拉夫，偏袒以色列以及炸中国使馆和撞机等为例证，说明美国执行双重标准，被袭属于种瓜得瓜，种豆得豆」。此次思潮大碰撞引起學界和媒體注視。

### 涉事CIA人員被谋杀
2009年3月29日，退休中情局（CIA）契約工班尼特（William Bennett）在家附近被打死，妻子重傷，联邦调查局介入調查。美國媒體報導，被害者在十年前是参与CIA轟炸计划的契約工。中國媒體對謀殺案進行了廣泛的報導，並且懷疑被害者是被中情局殺人滅口。中情局發表聲明称，沒有證據表明班尼特被謀殺與他在中情局的工作有任何牽連。本案三名嫌犯已經被捕。檢察官表示，預計幾個月內會起訴本案主嫌犯Anthony R. Roberts。Roberts因另一搶劫罪正被收押。兩名從犯Jaime Ayala與Darwin G. Bowman已经认罪，分別被判無期徒刑與43年。兩名從犯將作証指控主嫌犯Roberts。

### 使館舊址
中国驻南联盟大使馆后于1999年11月临时迁至戴迪涅拉斯科维切瓦街6号院，2004年移至乌日策街25号大院，被炸馆舍旧址及使用权也移交塞方。2009年5月7日，贝尔格莱德市政府在被炸毁的中国使馆旧址前竖立纪念牌，紀念在北约轰炸中身亡的3位中国记者，并感谢中国在塞尔维亚最困难时期给予的支持。这块金属牌后来更换为石碑，碑文内容如下：
У знак захвалности НР Кини на 
подршци и пријатељству у најтежим 
тренуцима за народ Републике Србије 
и у знак сећања на погинуле

谨此感谢中华人民共和国

在塞尔维亚共和国人民最困难的时刻

给予的支持和友谊

并谨此缅怀罹难烈士
——Град Београд, Република Србија
塞尔维亚共和国贝尔格莱德市敬立
2010年，塞尔维亚对使馆旧址拆除和清理。2017年，贝尔格莱德中国文化中心在被炸使馆原址开工。2021年4月28日，随着贝尔格莱德中国文化中心大厦竣工，中方2016年竖立的纪念碑与塞方竖立的纪念碑改为并排设置。

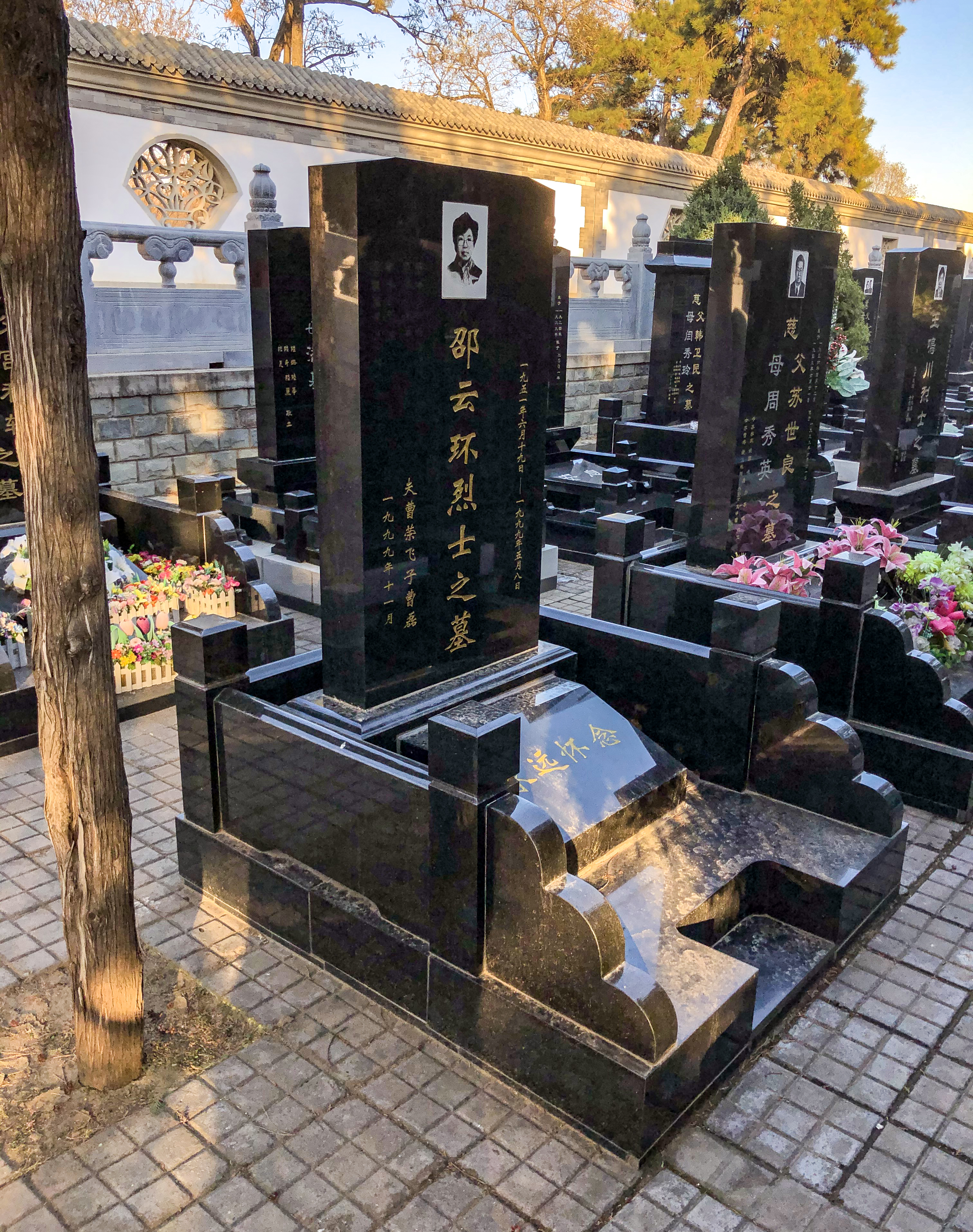
位于北京市八宝山革命公墓的邵云环墓
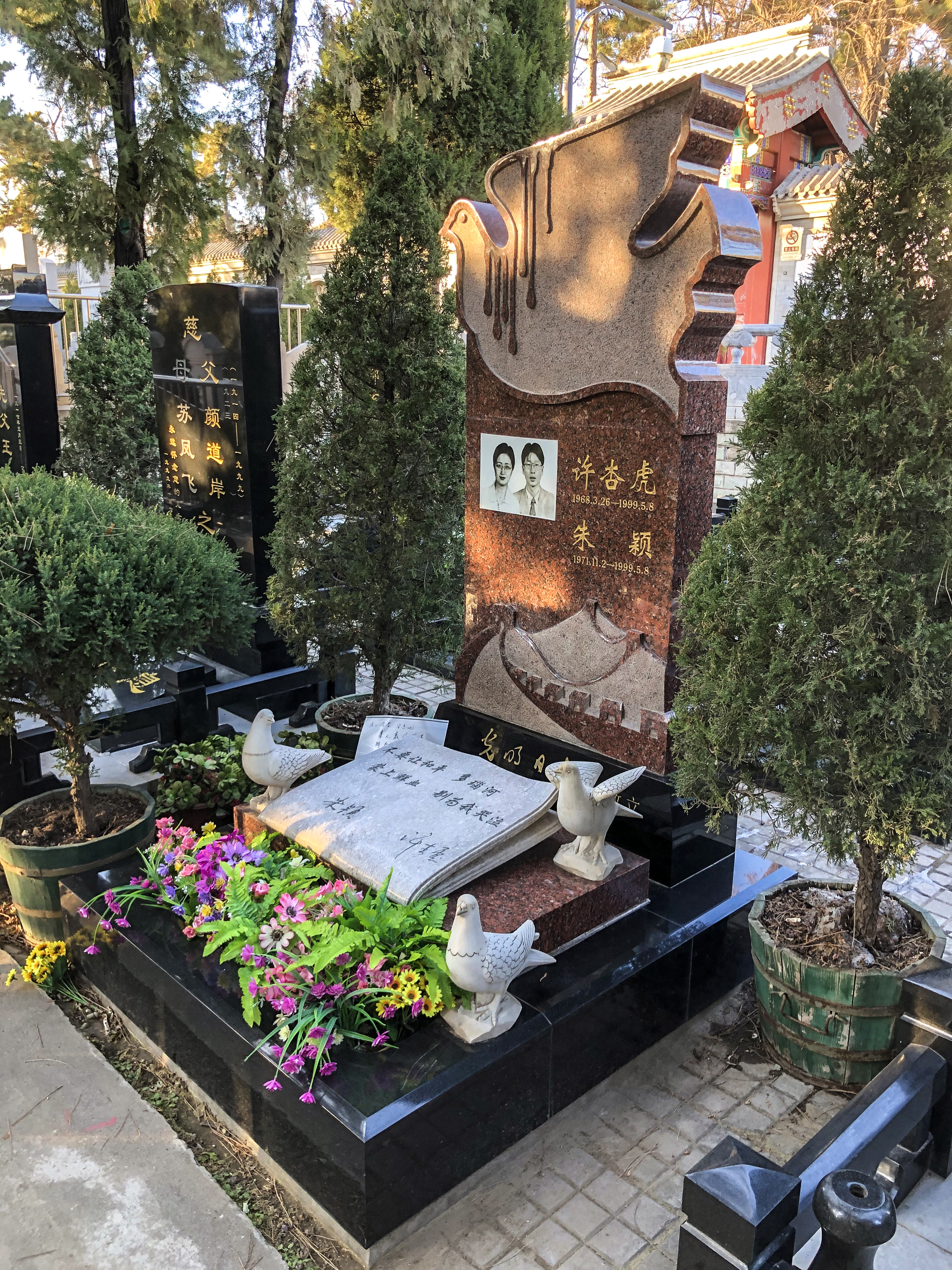
位于八宝山革命公墓的许杏虎、朱颖墓
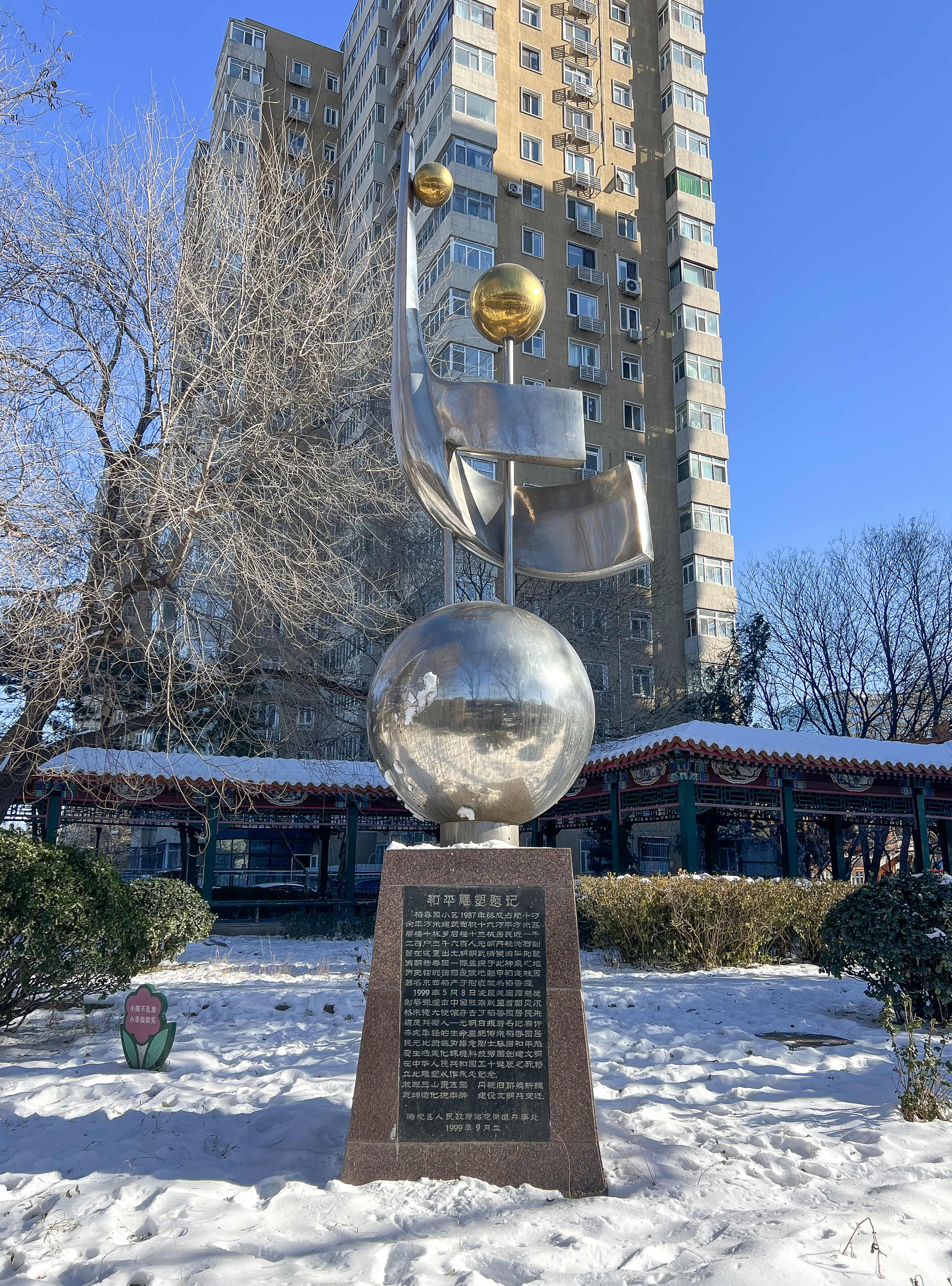
北京市海淀区稻香园北社区为纪念朱颖、许杏虎而竖立的“和平”雕塑

### 悼念
5月10日，三人遗体告别仪式在贝尔格莱德新公墓殡仪馆举行。5月12日，中华人民共和國大規模下半旗致哀。1999年6月3日，邵云环曾就读的佳木斯纺织印染厂子弟小学更名为云环小学。许杏虎的家乡丹阳市河阳镇高甸村于2001年更名为杏虎村（河阳镇2005年被并入司徒镇）。